# Powiat Nowotarski
Der Powiat Nowotarski ist ein Powiat (Kreis) im nordwestlichen Teil der polnischen Woiwodschaft Kleinpolen – im südlichen Teil Kleinpolens in den Beskiden gelegen. Er grenzt im Norden an die Powiats Sucha, Myślenice, Limanowa sowie Nowy Sącz und im Süden an den Powiat Tatrzański. Im Westen und Osten verläuft die Staatsgrenze zur Slowakei.

## Gemeinden
Der Powiat umfasst 14 Gemeinden, davon eine Stadtgemeinde (gmina miejska), drei Stadt-und-Land-Gemeinden (gmina miejsko-wiejska) sowie zehn Landgemeinden (gmina wiejska). Dabei besitzen die Orte Czarny Dunajec, Nowy Targ, Szczawnica und Rabka-Zdrój das Stadtrecht.

### Stadtgemeinde
- Nowy Targ

### Stadt-und-Land-Gemeinden
- Czarny Dunajec
- Rabka-Zdrój
- Szczawnica

### Landgemeinden
- Czorsztyn
- Jabłonka
- Krościenko nad Dunajcem
- Łapsze Niżne
- Lipnica Wielka
- Nowy Targ
- Ochotnica Dolna
- Raba Wyżna
- Spytkowice
- Szaflary